# Bernd Schneider (voetballer)
Bernd Schneider (Jena, 17 november 1973) is een voormalig Duits profvoetballer die het grootste gedeelte van zijn carrière onder contract stond bij Bayer Leverkusen. Hij stond vooral bekend als een vrijetrappenspecialist en om zijn spelinzicht.

## Carrière
Schneider was een middenvelder en speelde zijn eerste interland op 28 juli 1999 tegen Nieuw-Zeeland (2-0) bij de strijd om de FIFA Confederations Cup. Hij maakte deel uit van de selectie voor het WK voetbal 2006 en speelde in totaal 81 officiële interlands, waarin hij viermaal tot scoren kwam. In juni 2009 moest Schneider stoppen met voetballen, als gevolg van een chronische blessure aan zijn ruggengraat.